# محمد الدوسري (لاعب كرة قدم بحريني)
محمد الدوسري (مواليد 26 مايو 1986) لاعب كرة قدم بحريني يلعب حاليا لصالح نادي الدرجة الأولى البحرين البحريني في مركز الوسط المحوري من 2006.

## الإنجازات

### الرفاع
- الدوري البحريني الممتاز (1): 2005
- كأس ولي العهد (1): 2005

### البحرين
- الدرجة الثانية (1): 2016